# Воинът на Светлината
Воинът на Светлината (на украински: Воїн світла) – международна украинско-беларуска награда памет беларуския активист на Евромайдана и журналист, член на Самозащитата на Майдана, кавалер на ордена на герои Небесната стотици Михаил Жизневски. Основана през август 2015 г. в края на Международния украинско-беларуски семинар, проведен на 1 – 2 юли 2015 г. в Националния съюз на писателите на Украйна.
Наградата се присъжда ежегодно на „за книга на украински или беларуски на автора, в която действа благороден, смел герой, който се бори за справедливост, правяшчае общочовешките ценности, и е пример за подражание“.
Лауреати се връчва диплом, парична награда и статуетка на „Воин на светлината“ с надпис.
Беларус участниците в семинара отбеляза, че Украйна е за беларусите новия геополитически център, който ще помогне на Беларус оцелее в условията на тотална русификации и настъпването на руски свят.
По замисъла на организаторите, в конкурса участват автори от Беларус и Украйна, а в края на подбор се определя по един победител от държава.
26 януари 2016 г. в Киев, предадоха дебютната литературна награда „Воин на светлината“ за най-добра прозаическа книга, която защитава свободата, справедливостта и човешките идеали.
Председател на Киевската градска организация на Националния съюз на писателите на Украйна Владимир Даниленко по време на връчването на литературната награда автор на доклада:
| „ | Наградата се връчва в деня на раждането на Михаил Жизневского и посветен на него. Тази година от Украйна носител, по решение на журито, стана Богдан Жолдак за роман за руско-украинската война в Донбас „Укры“, и беларуски писател Анатолий Буба за книгата „Воля избран“ за националноосвободителна борба на народа на беларус срещу Руската империя през 1863 – 1864 г. | “ |